# Lista de filmes com temática LGBT de 1983
Esta é uma lista de filmes que contém personagens e/ou temática lésbica, gay, bissexual, ou transgênera lançados em 1983.
| Título                                              | Diretor | País                       | Gênero                            | Elenco | Anotações |
| --------------------------------------------------- | --- | -------------------------- | --------------------------------- | --- | --- |
| A 20th Century Chocolate Cake                       | Lois Siegel | Canadá                     | Docuficção, Comédia               | Greg Van Riel, Charles Fisch Jr. | Segue dois jovens de Montreal, um jornalista freelancer e um dançarino de um bar gay                                                                                |
| Abuse                                               | Arthur J. Bressan, Jr. | EUA                        | Drama                             | Richard Ryder, Raphael Sbarge, Steve James, Kathy Gerber, Jack Halton, Mickey Clark                                                                | [ 2 ] |
| Accounts                                            | Michael Darlow | Reino Unido                | Drama                             | Elspeth Charlton, Robert Smeaton, Michael McNally, Jonathan Newth                                                                                  | Uma famíla de escoceses tentam manter sua fazenda funcionando após a morte do patriarca                                                                             |
| Angel of H.E.A.T.                                   | Myrl A. Schreibman | EUA                        | Ficção Científica, Ação           | Marilyn Chambers, Stephen Johnson, Mary Woronov, Milt Kogan, Remy O'Neill, Dan Jesse                                                               | Uma agente secreta é enviada para impedir um cientista maluco |
| Las apariencias engañan                             | Jaime Humberto Hermosillo | México                     | Comédia                           | Isela Vega, Gonzalo Vega, Manuel Ojeda, Margarita Isabel                                                                                           | trad. As Aparências Enganam Primeiro filme mexicano em que a questão da transexualidade e intersexualidade é abordada abertamente                                   |
| Åpen framtid                                        | Svend Wam, Petter Vennerød | Noruega                    | Drama                             | Thomas Robsahm, Are Sjaastad, Julie Wiggen, Espen Moreite, Jorunn Kjellsby, Frank Iversen                                                          | Nos anos 60, um adolescente tem experiências com sexo, drogas, e alcóol                                                                                             |
| Archipel des amours                                 | Michel Delahaye, Paul Vecchiali, Jean-Claude Biette, Jean-Claude Guiguet, Jacques Davila, Marie-Claude Treilhou, Cécile Clairval, Jacques Frenais, Gérard Frot-Coutaz | França                     | Antologia                         | Jean-Christophe Bouvet, Véronique Silver, Myriam Mézières, Michel Delahaye, Françoise Fabian, Micheline Presle                                     | Nove curtas sobre o amor |
| At Home with Larry Grayson                          | Peter Swain, Daniel Wiles | Reino Unido                | Curta                             | Janet Street-Porter, Larry Grayson | Um tributo ao comediante inglês Larry Grayson |
| Audience with Kenneth Williams                      | Alasdair Macmillan | Reino Unido                | Show, Comédia                     | Kenneth Williams, Gyles Brandreth, Judith Chalmers, Bryan Forbes, Gordon Jackson, Henry Kelly                                                      | O comediante britânico entretém uma audiência de celebridades |
| The Betty Walters Show                              | Charles Brune | EUA                        | Curta, Comédia                    | | Uma paródia da apresentadora Barbara Walters |
| Born in Flames                                      | Lizzie Borden | EUA                        | Comédia, Drama, Ficção Científica | Honey, Adele Bertei, Jean Satterfield, Florynce Kennedy, Becky Johnston, Kathryn Bigelow                                                           | trad. Nascida nas Chamas Estilo documental, explora o racismo, classicismo, sexismo, e a homofobia em um Estados Unidos alternativo que é uma democracia socialista |
| Burroughs: The Movie                                | Howard Brookner | EUA, Reino Unido           | Documentário                      | William S. Burroughs, Allen Ginsberg, Brion Gysin, Francis Bacon, Patti Smith, Terry Southern                                                      | Sobre a vida do escritor, pintor e crítico social, William S. Burroughs                                                                                             |
| Chained Heat                                        | Paul Nicholas | EUA, Alemanha              | Ação, Crime, Drama                | Linda Blair, John Vernon, Sybil Danning, Tamara Dobson, Stella Stevens, Henry Silva                                                                | trad. Correntes do Inferno Exploitation onde uma mulher vai para a cadeia depois de acidentalmente matar um homem                                                   |
| Coup de foudre                                      | Diane Kurys | França                     | Biográfico, Drama                 | Miou-Miou, Isabelle Huppert, Guy Marchand, Jean-Pierre Bacri, Robin Renucci, Patrick Bauchau                                                       | [ 14 ] |
| Devotions                                           | James Broughton, Joel Singer | EUA                        | Curta                             | James Broughton, William Colvig, Lou Harrison, Joel Singer                                                                                         | Pares de homens, em sua maioria nus, fazem várias tarefas sensuais juntos                                                                                           |
| The Dream Machine                                   | John Maybury, Derek Jarman, Michael Kostiff, Cerith Wyn Evans | Reino Unido                | Curta, Musical                    | William S. Burroughs, Marianne Faithfull, FM Einheit, Brion Gysin, Gerald Incandela, Jean-Marc Prouveur                                            | Feito para comemorar a visita de Burroughs e Faithfull ao Reino Unido                                                                                               |
| The Dresser                                         | Peter Yates | Reino Unido                | Drama, Comédia                    | Albert Finney, Tom Courtenay, Edward Fox, Zena Walker, Eileen Atkins, Michael Gough                                                                | Roteirizado por Ronald Harwood, baseado em sua peça homônima |
| An Englishman Abroad                                | Alan Bennett | Reino Unido                | Drama                             | Alan Bates, Coral Browne, Charles Gray, Harold Innocent, Vernon Dobtcheff, Czeslaw Grocholski                                                      | trad. Um Inglês No Exterior Baseado na história real do encontro acidental entre a atriz Coral Browne e Guy Burgess, um espião soviético infiltrado no MI6          |
| Entre tinieblas                                     | Pedro Almodóvar | Espanha                    | Comédia                           | Cristina Sánchez Pascual, Julieta Serrano, Chus Lampreave, Marisa Paredes, Carmen Maura, Mary Carrillo                                             | [ 19 ] |
| Un été à Saint-Tropez                               | David Hamilton | França, Alemanha Ocidental | Drama, Romance                    | Monica Broeke, Joan, Catherine, Esther, Cyrilla, Ellen, Helene                                                                                     | Sete moças dividem um quarto em uma casa isolada no campo |
| L'Eté Meurtrier                                     | Jean Becker | França                     | Mistério, Drama                   | Isabelle Adjani, Alain Souchon, Suzanne Flon, Jenny Clève, Evelyne Didi, François Cluzet                                                           | trad. Verão Assassino |
| Fire and Ice                                        | Ralph Bakshi | EUA                        | Animação, Ação, Fantasia          | Randy Norton, Cynthia Leake, Steve Sandor, Sean Hannon, Leo Gordon, William Ostrander                                                              | |
| Die Flambierte Frau                                 | Robert van Ackeren | Alemanha Ocidental         | Drama                             | Gudrun Landgrebe, Mathieu Carrière, Hanns Zischler, Gabriele Lafari, Matthias Fuchs                                                                | |
| Fome de Viver                                       | Tony Scott | Reino Unido                | Terror, Suspense                  | Catherine Deneuve, David Bowie, Susan Sarandon, Cliff De Young, Beth Ehlers, Dan Hedaya                                                            | Vagamente baseado no romance homônimo de Whitley Strieber |
| Framed Youth: The Revenge of the Teenage Perverts   | Trill Burton, Jeff Cole, Rose Collis, Nicola Field, Toby Kettle, Pom Martin, Jimmy Somerville                                                                         | Reino Unido                | Curta, Documentário               | Mark Ashton, Trill Burton, Jeff Cole, Julian Cole, Richard Coles, Rose Collis                                                                      | Adolescentes gays e lésbicas entrevistam pessoas heterossexuais nas ruas de Londres                                                                                 |
| Frida, naturaleza viva                              | Paul Leduc | México                     | Biográfico, Drama                 | Ofelia Medina, Juan José Gurrola, Max Kerlow, Claudio Brook, Salvador Sánchez, Cecilia Toussaint                                                   | Sobre a a artista mexicana Frida Kahlo |
| Das ganze Leben                                     | Bruno Moll | Suíça                      | Documentário                      | Barbara, Guerino Faoro, Marie-Louise H., Brigitte Hengartner, Bruno Moll, Nathalie Stöckli                                                         | Uma lésbica de 50 anos que já passou por internatos, hospícios, prisões, e puteiros, sugere que o diretor faça um filme sobre ela                                   |
| Gay Black Group                                     | | Reino Unido                | Curta, Documentário               | Isaac Julien | Sobre um grupo LGBT de maioria negra |
| Gayracula                                           | Roger Earl | EUA                        | Erótico                           | Tim Kramer, Steve Collins, Rand Remington | [ 25 ] |
| Das Geräusch Rascher Erlösung                       | Wieland Speck | Alemanha Ocidental         | Curta                             | Andreas Bernhardt, Reiner Hirsekorn | Um jovem tem fantasias com um homem que está tentando reencontrar                                                                                                   |
| Habibi                                              | Françoise Prenant | França                     | Curta                             | Remy Germain, Marcel Bozonnet, Patrice Finet, Miloud Khetib, Ahmed Khelfa, Bernadette Lafont                                                       | Um café é frequentado por jovens gay, franceses ou imigrantes, e travestis                                                                                          |
| Haltéroflic                                         | Philippe Vallois | França                     | Crime, Suspense                   | Serge Avédikian, Ged Marlon, Illias Sikinos, Héloïse Mignot, Marie Alcaraz                                                                         | Um reporter entra no mundo dos halterofilistas para investigar uma morte na academia                                                                                |
| Hanging Heart                                       | Jimmy Lee | EUA                        | Terror, Suspense                  | Barry Wyatt, Jake Henry, Francine Lapensée, John Stevens, Valerie Swift, Dan Zukovic                                                               | trad. Mórbida Paixão Um homem é acusado de matar a namorada e tenta limpar seu nome com a ajuda de um advogado gay, mas mais corpos começam a aparecer              |
| Heller Wahn                                         | Margarethe von Trotta | Alemanha Ocidental, França | Drama                             | Hanna Schygulla, Angela Winkler, Peter Striebeck, Christine Fersen, Franz Buchrieser, Wladimir Yordanoff                                           | trad. A Caminho da Loucura Depois de uma impedir o suicídio da outra, uma professora casada forma um laço inquebrável com uma pintora                               |
| l'Homme blessé                                      | Patrice Chéreau | França                     | Crime, Drama                      | Jean-Hugues Anglade, Vittorio Mezzogiorno, Roland Bertin, Lisa Kreuzer, Claude Berri, Armin Mueller-Stahl                                          | trad. O Homem Ferido Um homem descobre sua homossexualidade e começa um relacionamento com um ladrão que conheceu no metrô                                          |
| If She Grows Up Gay                                 | Karen Sloe Goodman | EUA                        | Curta                             | | Uma mulher afro-americana fala sobre criar sua filha ao lado de sua parceira                                                                                        |
| İhtiras Fırtınası                                   | Halit Refiğ | Turquia                    | Romance, Drama                    | Gülsen Bubikoglu, Cihan Ünal, Zuhal Olcay, Raik Alniaçik, Haluk Kurtoglu, Diler Saraç                                                              | trad. Tempestade da Paixão Duas mulheres apaixonadas pelo mesmo homem não conseguem ficar longe uma da outra                                                        |
| Kegawa no mari (毛皮のマリー)                       | Shūji Terayama | Japão                      | Drama, Fantasia                   | Akihiro Miwa, Hidenori Iura | Uma prostituta travesti vive com um servo em uma pobreza elegante                                                                                                   |
| Kyokon Densetsu: Utsukushiki Nazo (根伝説 美しき謎) | Genji Nakamura | Japão                      | Drama, Comédia, Erótico           | Tatsuya Nagatomo, Masayoshi Nogami, Ren Osugi, Kei Shuto, Kaoru Yamashina                                                                          | Um dos primeiros filmes eróticos gay do Japão |
| Lianna                                              | John Sayles | EUA                        | Drama                             | Linda Griffiths, Jane Hallaren, Jon DeVries, Jo Henderson, Jessica MacDonald, Jesse Solomon                                                        | |
| Eine Liebe wie andere auch                          | Martin Ripkens, Hans Stempel | Alemanha Ocidental         | Romance, Drama                    | Klaus Adler, Dieter Bachnick, Thomas Bloecker, Michael Foester, Johannes Kuester, Bernd Langschied                                                 | Segue o relacionamento entre um professor e um vendedor de livros                                                                                                   |
| Mani di Fata                                        | Steno | Itália                     | Comédia                           | Renato Pozzetto, Eleonora Giorgi, Sylva Koscina, Maurizio Micheli, Stefano Mingardo, Felice Andreasi                                               | [ 37 ] |
| Man of Flowers                                      | Paul Cox | Austrália                  | Drama                             | Norman Kaye, Alyson Best, Chris Haywood, Werner Herzog                                                                                             | [ 38 ] |
| La matiouette ou l’arrière-pays                     | André Téchiné | França                     | Curta                             | Jacques Nolot, Patrick Fierry | Um ator gay volta a sua pequena cidade natal e reencontra o irmão                                                                                                   |
| Merry Christmas, Mr. Lawrence                       | Nagisa Ōshima | Japão, Reino Unido         | Guerra, Drama                     | David Bowie, Tom Conti, Ryuichi Sakamoto, Takeshi Kitano, Jack Thompson, Johnny Okura                                                              | [ 40 ] [ 41 ] |
| Microwave Massacre                                  | Wayne Berwick | EUA                        | Terror, Comédia                   | Jackie Vernon, Loren Schein, Al Troupe, Marla Simon, Claire Ginsberg, Lou Ann Webber                                                               | [ 42 ] |
| Montgomery Clift                                    | Claudio Masenza | Itália                     | Documentário                      | Judy Balaban, Patricia Bosworth, Montgomery Clift, Augusta Dabney, Jane Fonda, Robert La Guardia                                                   | Sobre o ator americano Montgomery Clift, menciona sua homossexualidade extensivamente                                                                               |
| Naughty Boys                                        | Eric De Kuyper | Bélgica                    | Drama                             | Jackie Raynal, Annick Christiaens, Linda Polan, Emile Poppe, Jack Post, Rik Roesems                                                                | [ 44 ] |
| Onda Nova                                           | José Antonio Garcia, Ícaro Martins | Brasil                     | Comédia, Erótico                  | Carla Camurati, Tânia Alves, Vera Zimmerman, Regina Casé, Cristina Mutarelli, Patricio Bisso                                                       | Foi considerado polêmico por cenas de transa homossexual durante o Regime Militar                                                                                   |
| Oliver                                              | Nick Deocampo | Filipinas                  | Curta, Documentário               | Tony Alvarez | Segue uma drag queen que sustenta sua família trabalhando em bares gay em Manila                                                                                    |
| One in Five                                         | Ken Howard | Reino Unido                | Documentário                      | | Um grupo de lésbicas e gays conversam sobre os problemas enfentados pela comunidade queer em uma festa; intercalando com cenas cômicas e números musicais           |
| Passionless Moments                                 | Jane Campion, Gerard Lee | Austrália                  | Curta                             | David Benton, Ann Burriman, Alan Brown, Sean Callinan, Paul Chubb, Sue Collie                                                                      | Mostra dez momentos simultâneos em uma vizinhança |
| El Pico                                             | Eloy de la Iglesia | Espanha                    | Drama                             | José Luis Manzano, Javier García, José Manuel Cervino, Luis Iriondo, Enrique San Francisco, Ovidi Montllor                                         | Um policial de direita descobre que seu filho é viciado em heroína                                                                                                  |
| Premiers désirs                                     | David Hamilton | França, Alemanha Ocidental | Erótico                           | Monica Broeke, Emmanuelle Béart, Patrick Bauchau, Anja Schüte, Inge Maria Granzow, Bruno Guillain                                                  | [ 49 ] |
| Il Quartetto Basileus                               | Fabio Carpi | Itália                     | Drama                             | Hector Alterio, Omero Antonutti, Pierre Malet, Francois Simon, Michel Vitold, Gabriele Ferzetti                                                    | [ 50 ] |
| O Quarto Homem                                      | Paul Verhoeven | Países Baixos              | Suspense                          | Jeroen Krabbé, Renée Soutendijk, Thom Hoffman, Dolf de Vries, Geert de Jong, Hans Veerman                                                          | Baseado no romance homônimo de Gerard Reve |
| Un ragazzo come tanti                               | Gianni Minello | Itália                     | Drama                             | Stefano Maria Mioni, Stefania Lupi, Antonio Graziani, Edy Biagetti                                                                                 | Um jovem chega à cidade grande e começa a se prostituir para conseguir dinheiro                                                                                     |
| Self Defense                                        | Paul Donovan | Canadá                     | Ação, Suspense                    | Tom Nardini, Brenda Bazinet, Darel Haeny, Terry-David Després, Jack Blum, Keith Knight                                                             | Também conhecido como Siege Um grupo fascista mata o dono de um bar gay e, para eliminar testemunhas, todos os outras pessoas presentes. Mas um homem escapa        |
| She Even Chewed Tobacco                             | Liz Stevens, Estelle Freedman | EUA                        | Curta                             | | [ 53 ] |
| Silkwood                                            | Mike Nichols | EUA                        | Biográfico, Drama, Suspense       | Meryl Streep, Kurt Russell, Cher, Craig T. Nelson, Fred Ward, Ron Silver                                                                           | Inspirado na vida de Karen Silkwood |
| Stadt Der Verlorenen Seelen                         | Rosa von Praunheim | Alemanha Ocidental         | Comédia, Musical                  | Jayne County, Manfred Finger, Judith Flex, Helga Goetze, Gerhard Helle, Rolf Holzhütter                                                            | trad. Cidade das Almas Perdidas Centrado em personagens exêntricos de várias sexualidades diferentes                                                                |
| Storia di Piera                                     | Marco Ferreri | Itália, França             | Drama, Biográfico                 | Isabelle Huppert, Hanna Schygulla, Marcello Mastroianni, Angelo Infanti, Tanya Lopert, Bettina Grühn                                               | Sobre uma relação incestuosa entre mãe e filha |
| Streamers                                           | Robert Altman | EUA                        | Drama                             | Matthew Modine, Michael Wright, Mitchell Lichtenstein                                                                                              | trad. O Exército Inútil Quatro jovens são enviados ao Vietnã lidam com tensões raciais, e seus preconceitos quando um deles revela que é gay                        |
| Taunt                                               | Alison Maclean | Nova Zelândia              | Curta, Experimental               | Rangikawhiua Chadwick, Mary Regan | Mexe com estereótipos raciais e de gênero para frustrar as expectativas da audiência                                                                                |
| To Be or Not to Be                                  | Alan Johnson | EUA                        | Comédia                           | Mel Brooks, Anne Bancroft, Tim Matheson, Charles Durning, José Ferrer, George Gaynes                                                               | |
| Tough Enough                                        | Richard Fleischer | EUA                        | Drama, Romance, Ação              | Dennis Quaid, Carlene Watkins, Stan Shaw, Pam Grier, Warren Oates, Wilford Brimley                                                                 | [ 58 ] |
| Veronica Four Rose                                  | Melanie Chait | Reino Unido                | Curta, Documentário               | | Entrevistando jovens entre 16 e 23 anos, mostra as vantantagens e disvantagens de ser lésbica em uma sociedade heterossexual e homofóbica                           |
| Vestida de azul                                     | Antonio Giménez-Rico | Espanha                    | Documentário                      | Lorenzo Arana Orellano, Rene Amor Fernandez, Jose Antonio Sanchez Sanchez, Francisco los Cobos Avila, Juan Muñoz Santiago, Jose Ruiz Orejon Casado | Segue várias prostitutas trans em Madri |
| The Wild World of Lydia Lunch                       | Nick Zedd | EUA                        | Curta, Documentário               | Lydia Lunch, Nick Zedd | Um cineasta segue sua namorada por Londres, com a narração da fita de término gravada por ela                                                                       |
| Yentl                                               | Barbra Streisand | EUA, Reino Unido           | Musical, Drama, Romance           | Barbra Streisand, Mandy Patinkin, Amy Irving, Nehemiah Persoff, Steven Hill, Miriam Margolyes                                                      | |